# China (Tori Amos)
China è un brano musicale della cantautrice e musicista statunitense Tori Amos. Pubblicato come terzo singolo del suo album di debutto il 20 gennaio 1992 negli Stati Uniti dall'etichetta Atlantic Records e dalla EastWest Records nel Regno Unito, non ha riscontrato molto successo raggiungendo soltanto la posizione 51 in UK. Il brano è stato il primo ad essere scritto per l'album Little Earthquakes e fu originariamente intitolato "Distance", parola ricorrente nel testo della canzone. È stato inizialmente presentato alla Biblioteca del Congresso nel 1987.

## Tracce
CD Singolo
1. China – 5:01
2. Sugar – 4:27
3. Flying Dutchman – 6:31
4. Humpty Dumpty – 2:52

Vinile e musicassetta
1. China – 5:01
2. Sugar – 4:27

## Classifica
| Paese       | Posizione massima |
| ----------- | ----------------- |
| Regno Unito | 51                |